# Masushi Ōuchi

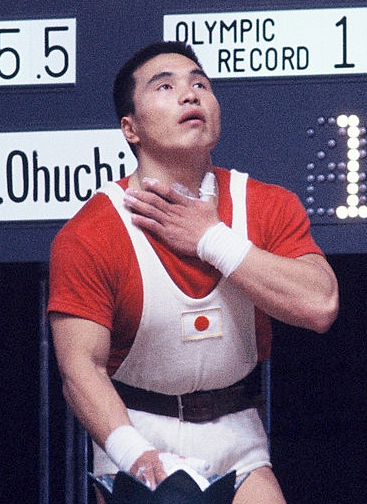
Masushi Ōuchi bei den Olympischen Spielen 1964

Masushi Ōuchi (jap. 大内 仁, Ōuchi Masushi; * 28. September 1943 in Kōriyama, Präfektur Fukushima; † 6. Juni 2011) war ein japanischer Gewichtheber.

## Werdegang
Masushi Ōuchi fing bereits mit 14 Jahren an der Oberschule mit dem Gewichtheben an. Als er später die Universität Tokio besuchte, setzte er sein Training im Kraftraum der Universität fort. Bereits mit 20 Jahren wurde er erstmals zu Weltmeisterschaften entsandt. Bis 1970 beteiligte er sich dann mit vielen Erfolgen bei internationalen Meisterschaften. Er war der erste japanische Gewichtheber überhaupt, der in einer schwereren Gewichtsklasse als dem Leichtgewicht (damals bis 67,5 kg Körpergewicht) die Weltklasse erreichte. Seinen größten Erfolg, den Gewinn der Weltmeisterschaft 1969, errang er im Leichtschwergewicht (damals bis 82,5 kg Körpergewicht).
Von 1965 bis 1967 verhinderten verschiedene Ereignisse, dass er bei den Weltmeisterschaften starten konnte. 1965 erzielte er bei den japanischen Universitätsmeisterschaften in Ōsaka mit 450 kg einen neuen Weltrekord im Mittelgewicht, hatte dann aber bei den japanischen Meisterschaften drei Fehlversuche im Drücken, worauf er vom japanischen Verband nicht für die Weltmeisterschaft nominiert wurde. 1966 konnte er wegen einer Verletzung nicht starten und 1967 waren es politische Gründe, die einen Start verhinderten. Die Weltmeisterschaften sollten in Tokio stattfinden. Die japanische Regierung verbot jedoch die Flagge der DDR zu hissen und bei einem eventuellen Sieg eines DDR-Gewichthebers die DDR-Nationalhymne zu spielen. Da die DDR jedoch auf das Hissen der Flagge und das eventuelle Abspielen der Hymne bestand, blieb dem japanischen Verband nichts anderes übrig, als die Weltmeisterschaft abzusagen. Deswegen fanden im Jahr 1967 keine Gewichtheber-Weltmeisterschaften statt. Für Masushi Ōuchi war das großes Pech, denn er befand sich in diesem Jahr wieder in Topform.
Nach Beendigung seiner Laufbahn war Ōuchi Polizeioffizier in Tokio.

## Internationale Erfolge
(OS = Olympische Spiele, WM = Weltmeisterschaft, Mi = Mittelgewicht, Ls = Leichtschwergewicht)
- 1963, 1. Platz, Int. USA-Meisterschaft, Mi, mit 407,5 kg, vor Joe Puleo, USA, 390 kg und Bill Kowaloff, USA, 370 kg;
- 1963, 7. Platz, WM in Stockholm, Mi, mit 415 kg, Sieger: Alexander Kurynow, UdSSR, 437,5 kg vor Mihály Huszka, Ungarn, 437,5 kg;
- 1964, Bronzemedaille, OS in Tokio, Mi, mit 437,5 kg, hinter Hans Zdražila, CSSR, 445 kg und Wiktor Kurenzow, UdSSR, 440 kg;
- 1966, 1. Platz, Asienspiele in Bangkok, Mi, mit 455 kg, vor Lee-Shun Sik, Korea, 422,5 kg und Teherani, Iran, 407,5 kg;
- 1967, 2. Platz, Vorolymp. Spiele in Mexiko-Stadt, Mi, mit 465 kg, hinter Kurenzow, 470 kg und vor Russell Knipp, USA, 445 kg;
- 1968, Silbermedaille, OS in Mexiko-Stadt, Mi, mit 455 kg, hinter Kurenzow, 475 kg und vor Károly Bakos, Ungarn, 440 kg;
- 1969, 1. Platz, WM in Warschau, ls, mit 487,5 kg, vor Bakos, 487,5 kg und Boris Selitski, UdSSR, 482,5 kg;
- 1970, 2. Platz, Großer Preis der UdSSR in Minsk, Ls, mit 470 kg, hinter Selitski, 477,5 kg und vor György Horváth, Ungarn, 467,5 kg;
- 1970, 6. Platz, WM in Columbus/USA, Ls, mit 470 kg, hinter Gennadi Iwantschenko, UdSSR, 505 kg, Norbert Ozimek, Polen, 482,5 kg, David Rigert, UdSSR, 482,5 kg, Mike Karchut, USA, 480 kg und Bakos, 480 kg;
- 1970, 1. Platz, Asienspiele, Ls, mit 460 kg, vor Chao, China, 417,5 kg und Park, Korea, 415 kg.

## Weltrekorde
im Reißen:
- 141,5 kg, 1965 in Ōsaka, Mi,
- 142,5 kg, 1966 in Ohita, Mi,
- 145 kg, 1967 in Yufin, Mi,
- 149 kg, 1967 in Esaki, Ls,
- 150 kg, 1967 in Mexiko-Stadt, Ls,
- 152,5 kg, 1969 in Warschau, Ls.

im olympischen Dreikampf:
- 450 kg, 1965 in Ōsaka, Mi,
- 452,5 kg, 1965 in Ōsaka, Mi,
- 455 kg, 1966 in Bangkok, Mi.